# الجيش الثالث الميداني (مصر)
الجيش الثالث الميداني هو أحد جيوش القوات المسلحة المصرية، ويقع مقر قيادته بمدينة السويس. يتألف حاليا من عدد من الفرق وتتكون كل فرقة من عدد من الألوية تمثل أفرع القوات المسلحة.

## تاريخ
بعد حرب 1967 أمر الرئيس جمال عبد الناصر بإعادة تنظيم القوات المسلحة المصرية فكان القرار ببناء الجيش الثالث الميداني
ليكون مجال عمل هذا الجيش هو القطاع الجنوبي من المجرى الملاحي والممتد من الإسماعيلية إلى السويس. على الضفة الشرقية من قناة السويس.
شارك الجيش في العديد من المعارك بداية من حرب الاستنزاف إلى حرب أكتوبر وكان قائد الجيش الثالث الميداني في حرب أكتوبر هو اللواء عبد المنعم واصل.

## القوات الرئيسية
- الفرقة 4 مدرعة.[1]
  - قيادة الفرقة 4 مدرعة (قيا فر ٤ م).
  - اللواء 2 مدرع (ل ٢ م).
  - اللواء 3 مدرع (ل ٣ م).
  - اللواء 6 مشاة ميكانيكي (ل ٦ مش ميكا).
  - عناصر المدفعية.
  - عناصر الدفاع الجوي.
- الفرقة 19 مشاة.[2]
  - قيادة الفرقة 19 مشاة (قيا فر ١٩ مش).
  - اللواء 5 مشاة ميكانيكي (ل ٥ مش ميكا).
  - اللواء 7 مشاة ميكانيكي (ل ٧ مش ميكا).
  - اللواء 69 مدفعية متوسطة.
  - اللواء 70 مدفعية ميدان.
  - الفوج 38 دفاع جوي وعناصر دفاع جوي الدعم.
- الفرقة 23 مشاة ميكانيكي.[3]
  - قيادة الفرقة 23 مشاة ميكانيكي (قيا فر ٢٣ مش ميكا).

## قوات التأمين
- قوات تأمين قناة السويس وقطاع السخنة والقطاع الريفي.[4][5]
- قوات تأمين قطاع السويس.[6]
- قوات تأمين قطاع قناة السويس الجديدة.[7]

## المنشآت التابعة
- معسكر اللواء أركان حرب محمد عبد العزيز قابيل.[8]

## مهمة الجيش
تتمثل مهمة الجيش الثالث في تأمين حدود الدولة وتأمين المنشآت الداخلية في المنطقة الواقعة من الكيلو 61 طريق مصر السويس الصحراوي وحتى خط الحدود الدولية بطول 260 كيلو متر إضافة إلى 400 كيلو متر في المنطقة الواقعة من رأس محمد وحتى العوجه على الحدود مع إسرائيل إضافة الى محافظات جنوب سيناء والبحر الاحمر وتأمين كافة الاهداف الاقتصادية والسياحية في نطاق المنطقة. بالإضافة لتأمين المنشآت العسكرية ومناطق اقتصادية في بلاعيم وابورديس والمشاركة المجتمعية في محافظة السويس. ويؤمن الجيش الثالث الميداني نحو 52 كيلو متر من قناة السويس، إلى جانب التأمين الداخلي للمجرى الملاحي نفسه بالتنسيق مع الجيش الثاني الميداني والقوات البحرية من خلال مركز قيادة موحد.

## قادة الجيش
- لواء أركان حرب / أحمد مهدي.[11]
- لواء أركان حرب / هشام شندي (2024 - 2025).
- لواء أركان حرب / شريف العرايشي (ديسمبر 2022 - 2024).[12]
- لواء أركان حرب / عاصم عاشور (يونيو 2022 - ديسمبر 2022).[13]
- لواء أركان حرب / خالد قناوي (يونيو 2019 - يونيو 2022).[14]
- لواء أركان حرب / رفيق رأفت عرفات (يونيو 2018 - يونيو 2019).[15]
- لواء أركان حرب / محمد رأفت الدش (ديسمبر 2016 - يونيو 2018) (شغل منصب قائد قوات شرق القناة).[16][17]
- لواء أركان حرب / محمد عبد اللاه (فبراير 2015 - ديسمبر 2016) (شغل منصب قائد قوات شرق القناة).[18]
- لواء أركان حرب / أسامة عسكر (أغسطس 2012 - يناير 2015) (رقي إلى فريق وشغل منصب قائد قوات شرق القناة ثم رئيس أركان حرب القوات المسلحة).[19]
- لواء أركان حرب / صدقي صبحي (2009 – أغسطس 2012) (رقي إلى فريق وشغل منصب رئيس أركان حرب القوات المسلحة ثم أصبح وزيرا للدفاع برتبة فريق أول).[20]
- لواء أركان حرب / محمد صابر عطية (يوليو 2007 – 2009).[21]
- لواء أركان حرب / عادل عمارة (يوليو 2005 - يوليو 2007).[22]
- لواء أركان حرب / سعد خليل (فبراير 2004 - يوليو 2005).[23]
- لواء أركان حرب / أحمد مختار (يناير 2002 - فبراير 2004).[24]
- لواء أركان حرب / أبو بكر الجندي (يوليو 2000 - يناير 2002).[25]
- لواء أركان حرب / أبو بكر الرشيدي (ديسمبر 1999 - يوليو 2000).[26][27]
- لواء أركان حرب / صبحي عياد ( - ديسمبر 1999).[28]
- لواء أركان حرب / حسن الزيات.[29]
- لواء أركان حرب / صلاح حلبي (رقي إلى فريق وشغل منصب رئيس أركان حرب القوات المسلحة)
- لواء أركان حرب / كمال عامر.[30]
- لواء أركان حرب / محمد فايق البوريني.[31]
- لواء أركان حرب / أحمد بدوي (رقي إلى فريق وشغل منصب وزير الدفاع ثم رقي إلى رتبة مشير عقب وفاته).[32]
- لواء أركان حرب / عبد المنعم واصل (1973 - ).[33]
- لواء أركان حرب / قدري عثمان.[34]